# Bec de coral d'ales taronja
El bec de coral d'ales taronja (Pytilia afra) és una espècie comuna de les ocells estríldids que habita a Angola, Botswana, Burundi, República del Congo, República Democràtica del Congo, Etiòpia, Kenya, Malawi, Moçambic, Ruanda, Sud-àfrica, el Sudan, Tanzània, Uganda, Zàmbia i Zimbàbue. El seu estat de conservació segons la Llista Vermella és de baix risc (LC).